# Strîjakiv, Orativ
Strîjakiv (în ucraineană Стрижаків) este localitatea de reședință a comunei Strîjakiv din raionul Orativ, regiunea Vinnița, Ucraina.

## Demografie
Componența lingvistică a localității Strîjakiv
     Ucraineană (99,65%)
     Alte limbi (0,35%)
Conform recensământului din 2001, majoritatea populației localității Strîjakiv era vorbitoare de ucraineană (99,65%), existând în minoritate și vorbitori de alte limbi.